# Ricardo de Aliaga
Pour les articles homonymes, voir Aliaga (homonymie).
Ricardo de Aliaga est un ténor lyrique léger, natif de Córdoba, en Argentine, venu - après un détour par l’Italie - en France dans les années 1970 par passion pour la mélodie française qu’il est venu étudier avec Pierre Bernac, Gérard Souzay et sa sœur, Geneviève Touraine. Il obtient son diplôme d’exécution musicale en 1972 et sa licence de concert en 1974. Puis il est lauréat du Concours international de la Mélodie française de Paris en 1976 et lauréat du Concours international de chant de L’U.F.A.M. de Paris en 1977 (Catégorie “honneur”). 
Puis il entame une carrière internationale à l’opéra. Il alterne le répertoire (Rameau, Mozart, Rossini, Bizet, Stravinsky…) et de nombreuses créations, notamment auprès de l’atelier lyrique du Rhin, dirigé par Pierre Barrat. Il chante en soliste sous la direction de William Christie.  Il s'y fait remarquer pour la richesse du timbre,  la clarté des aigus et  la diction parfaite.
Il a joué bien des rôles en français : Les Indes galantes de Rameau, Le docteur Miracle  et  Les Pêcheurs de perles de Bizet, Les Huguenots de Meyerbeer…
Ricardo de Aliaga  chante aussi les compositeurs de son Argentine natale. Il aime interpréter  tant les compositeurs classiques du XXe siècle (Guastavino, Ginestera, Lasalla) que les plus populaires (Carlos Gardel, Astor Piazzolla) auxquels sa formation classique confère une élégance qui les sert. Des concerts restent en mémoire, comme ceux donnés au Festival Maurice Ravel de Montfort-l'Amaury (1996), le Divan du Monde (1997) ou à la Maison de l’Europe (2000/2001), accompagné au piano par son compatriote Gustavo Beytelmann. 
En 2012, il a effectué une tournée au Maroc en compagnie du pianiste et compositeur Gustavo Beytelmann.  En 2013, il se produit en duo avec le guitariste Javier Santaella dans un répertoire hispanique. En 2014, c'est une nouvelle tournée de concerts en Argentine qui est prévue.
Ricardo de Aliaga a enregistré la Misa Criolla de Ariel Ramírez (Réédition Universal 2005), qui a notamment été donnée à Paris, à l'Olympia, lors de la sortie du disque. 
L'année 2015 est marquée par la sortie du CD " Argentinisimo " remarqué par la critique sous label Ô de Gammes, dédié aux trésors musicaux de l'Argentine du XXe siècle pour voix et instruments (Ricardo de Aliaga, voix- Gustavo Beytelmann,piano - Maria-Pia Bonanni, flûte - Cyril Garac, violon et Javier Estrella, percussions). L'année 2015 est également marquée par une tournée en France, centrée sur le répertoire hispanique, en compagnie du guitariste Javier Santaella et de la comédienne Christelle Legroux.